# Habronattus virgulatus
Habronattus virgulatus là một loài nhện trong họ Salticidae.
Loài này thuộc chi Habronattus. Habronattus virgulatus được Griswold miêu tả năm 1987.

## Hình ảnh

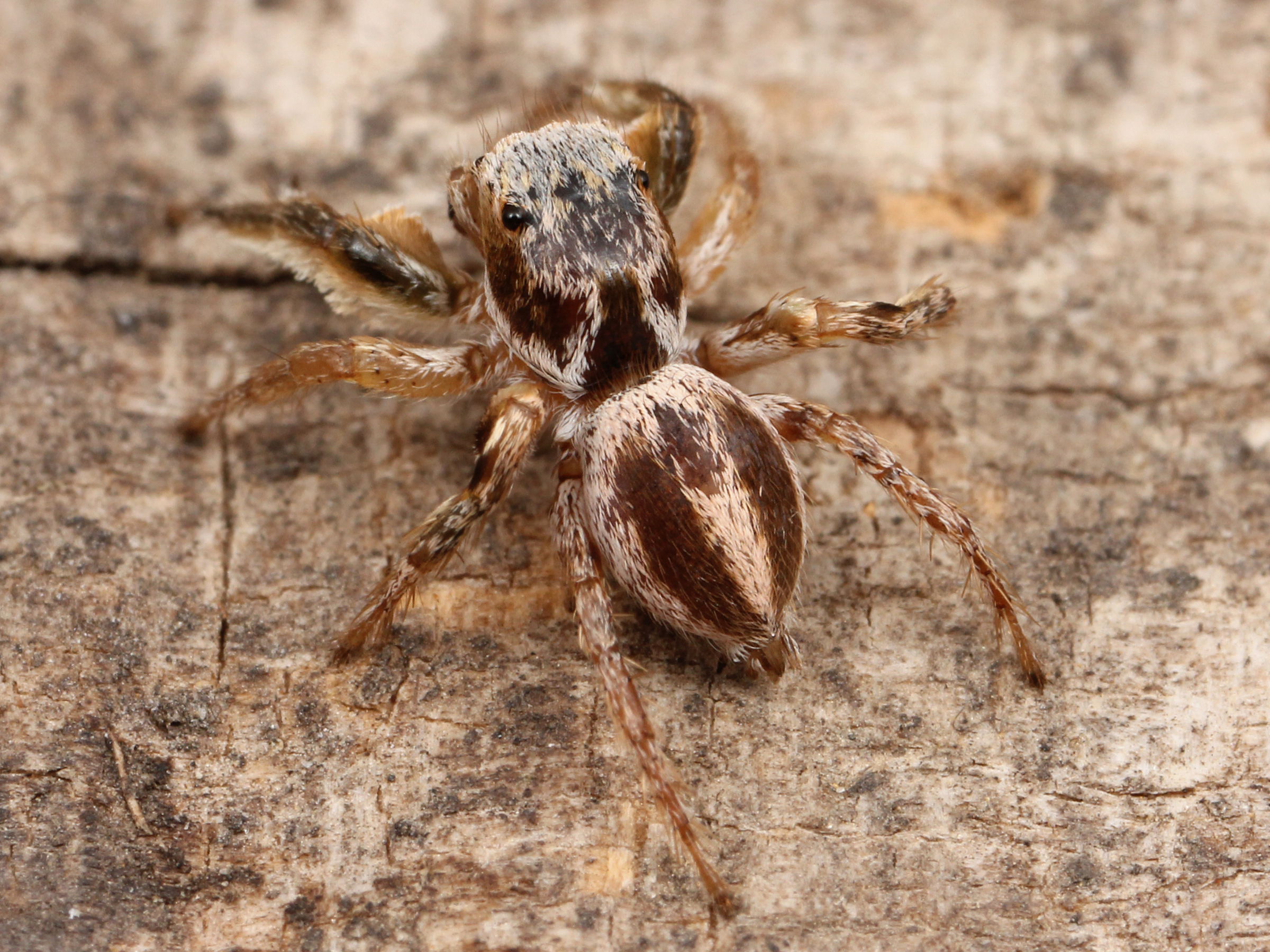
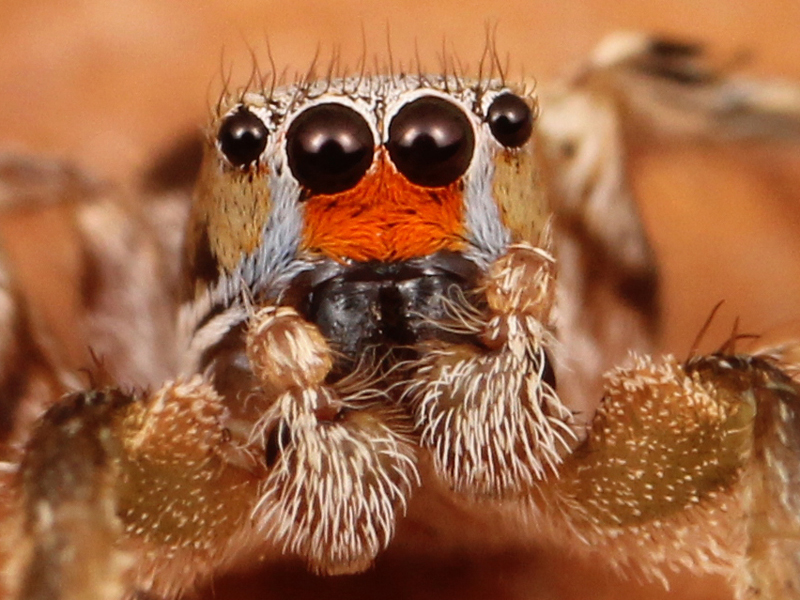
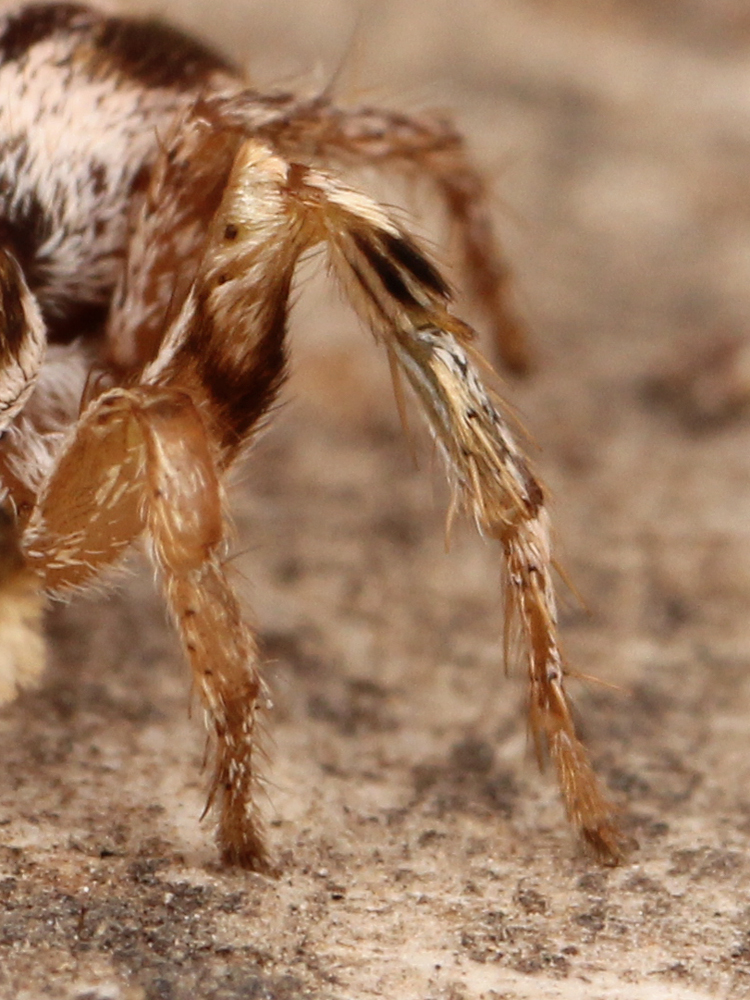
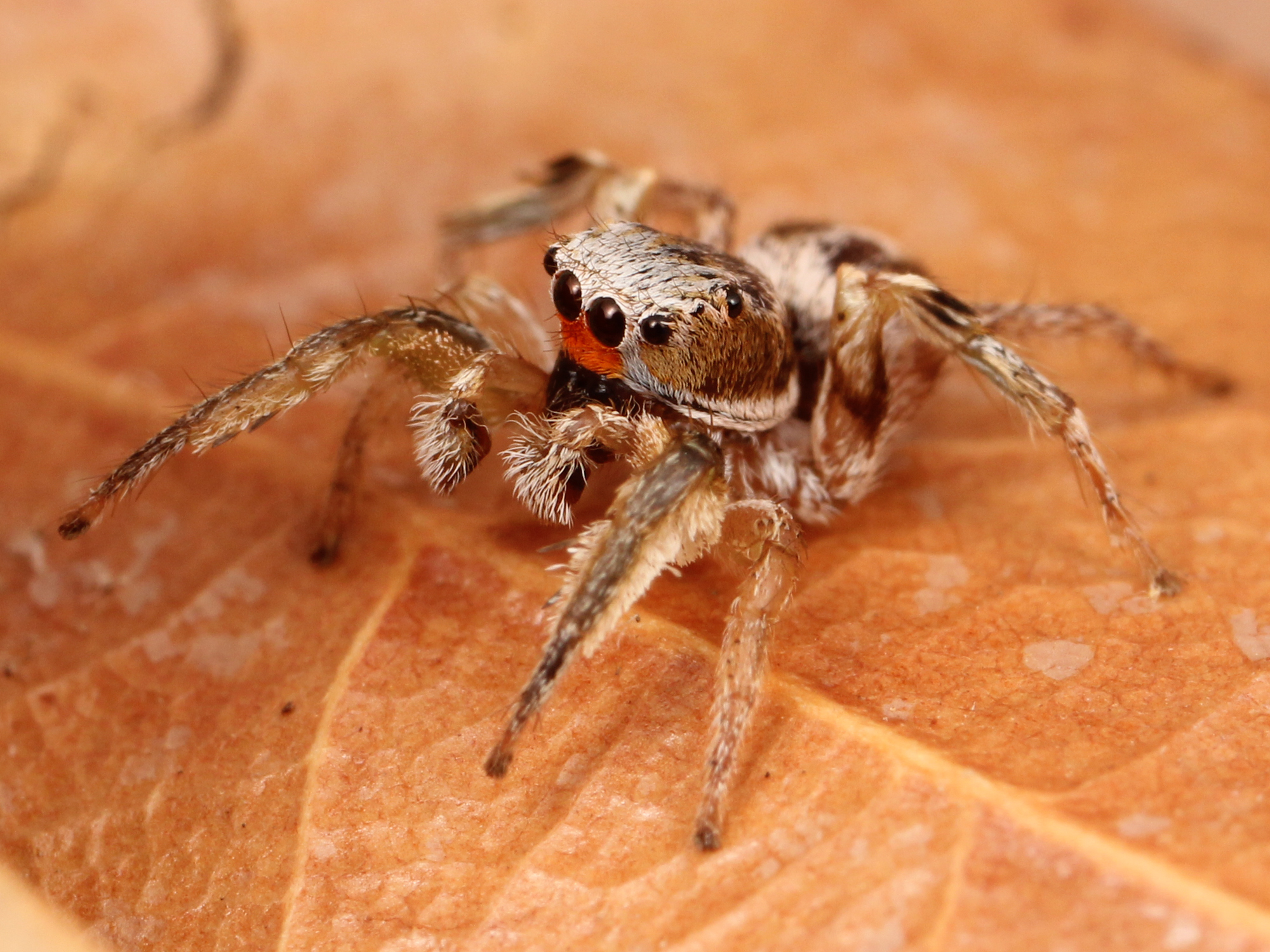